# Trias vzw
Trias vzw is een Vlaamse organisatie voor ontwikkelingssamenwerking die werkt in 12 landen in Afrika, Latijns-Amerika en Azië. Trias vzw steunt ondernemende mensen in het zuiden via partnerorganisaties. Trias is erkend als een van de agri-agency's en is lid van het AgriCord-netwerk, 11.11.11 en Coprogram.

## Geschiedenis
De naamgeving Trias is het resultaat van het vanaf 2002 geleidelijk samengaan van drie organisaties: Form, Ieder Voor Allen en ACT. Trias wordt geïnspireerd door christelijk-humanistische waarden en heeft een sterke verankering in enkele Vlaamse landelijke bewegingen, zoals Ferm (voorheen KVLV), KLJ en Landelijke Gilden, en in de ondernemersbewegingen Neos, markant en UNIZO.

## Doel
De bestaanszekerheid van kleinschalige ondernemers en familiale landbouwers verhogen, evenals de actieve deelname in processen van lokale economische ontwikkeling stimuleren en dit op een duurzame manier.
In essentie moeten de betrokkenen niet enkel door een herverdeling van middelen hun economische en sociale positie versterken, maar moeten zij ook de kans krijgen om als economische actoren zelf deel te nemen aan processen die leiden tot betere welvaart. Duurzame ontwikkeling van ondernemerschap en familiale landbouw gebeurt door een uitwisseling van belangen en ideeën tussen ondernemers en familiale landbouwers, hun gezinnen en hun verenigingen in noord en zuid.

## Kernthema's
- Microfinanciering, bewegingsopbouw, gender en diversiteit, participatie en duurzaamheid zijn enkele centrale thema's.

## Trias in Vlaanderen
De zes achterbanbewegingen van Trias in het noorden zijn, net als vele partners van Trias in het zuiden, gegroeid uit en opgebouwd rond familiale landbouw en kleinschalig ondernemerschap. In Vlaanderen werkt Trias samen met de landelijke bewegingen KLJ, Ferm (eertijds KVLV), Landelijke Gilden en Boerenbond,en de ondernemersbewegingen markant, Neos en UNIZO.